# Roskilde stift

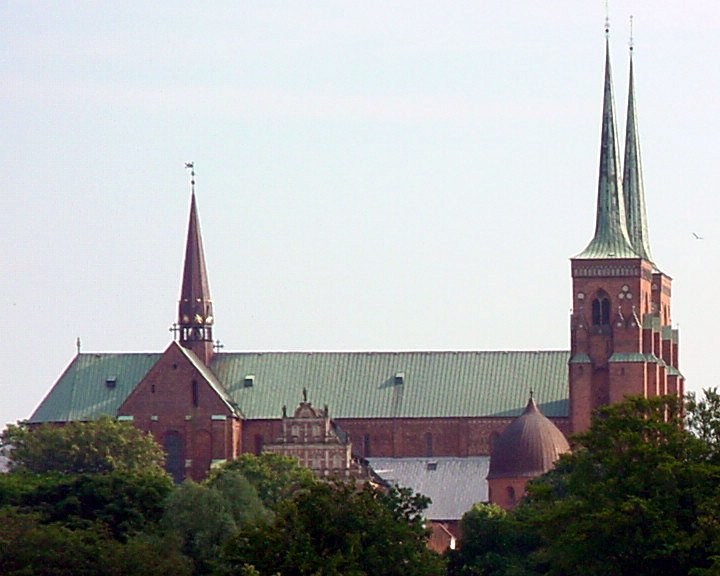
Roskilde domkyrka

Roskilde stift är ett stift inom den danska folkkyrkan. Stiftets huvudsäte är Roskilde domkyrka.

## Kontrakt
Roskilde stift omfattar flera kontrakt, på danska provsti:
- Holbæk provsti
- Kalundborg provsti
- Køge provsti
- Lejre provsti
- Næstved provsti
- Ods og Skippinge provsti
- Ringsted-Sorø provsti
- Roskilde domprovsti
- Skælskør provsti
- Slagelse provsti
- Stege-Vordingborg provsti
- Tryggevælde provsti

## Biskopar i Roskilde stift

### Före reformationen
- Gerbrand ca 1022-1029/30
- Avaco/Aage ca 1030-senast 1050
- Vilhelm ca 1060-1073/74
- Svend Nordmand 1074-1088
- Arnold 1088-1124
- Peder 1124-1134
- Eskil 1134-1137
- Ricco/Rike 1137-1138/39
- Asker/Asser 1139-1158
- Absalon 1158-1191
- Peder Sunesen 1191-1214
- Peder Jakobsen 1214/15-1224/25
- Niels Stigsen 1225-1249
- Jacob Erlandsen 1249-1254
- Peder Bang 1254-1277
- Stig 1278-1280  Osäkert namn
- Ingvar 1280-1290  Osäkert namn
- Johan / Jens Krag 1290-1300
- Oluf 1301-1320
- Johan / Jens Hind 1321-1330
- Johan / Jens Nyborg 1330-1344
- Jakob Poulsen 1344-1350
- Henrik Ge(e)rtsen 1350-1368
- Niels Jepsen Ulfeldt 1368-1395
- Peder Jensen Lodehat 1395-1416
- Jens Andersen Lodehat 1416-1431
- Jens Pedersen Jernskaeg 1431-1448
- Oluf Daa 1449-1461
- Oluf Mortensen 1461-1485
- Niels Skave 1485-1500
- Johan Jepsen Ravensberg 1500-1512
- Lage Urne 1512-1529
- Joachim Rönnow 1529-1536

### Efter reformationen
Från reformationen 1536-1923 hade biskopen titeln 'biskop över Själlands stift' och hade sitt säte i Köpenhamn. Roskilde var dock fortsatt stiftets domkyrka. 
Från 1923 utses åter egna biskopar i Roskilde stift:
- Henry Fonnesbech-Wulff 1923-1934
- Axel Rosendal 1935-1953
- Gudmund Schiøler 1953-1969
- Hans Kvist 1969-1980
- Bertil Wiberg 1980-1997
- Jan Lindhardt 1997-2008
- Peter Fischer-Møller 2008-2021
- Ulla Thorbjørn Hansen 2021-